# Walter Hirzel
Walter Hirzel (* 10. Februar 1881 in Ellwangen; † 14. Oktober 1943 in Stuttgart) war ein deutscher Politiker und Verwaltungsjurist.

## Leben
Als Sohn eines Rektors und Oberstudienrats geboren, studierte Hirzel nach seiner Schulzeit in Ellwangen und am Humanistischen Gymnasium in Ulm Rechtswissenschaften in Tübingen. Während seines Studiums wurde er 1899 Mitglied der Tübinger Königsgesellschaft Roigel, die später zur Burschenschaft wurde. Nach seinen Examina war er bis 1908 Regierungsassessor, dann Polizeiamtmann in Reutlingen, wo er dem Polizeiamt vorstand und stellvertretender Vorsitzender des Kaufmannsgerichts war. 1912 ging er als Polizeiamtmann nach Stuttgart, wo er beim Stadtpolizeiamt als Abteilungsvorstand tätig war.

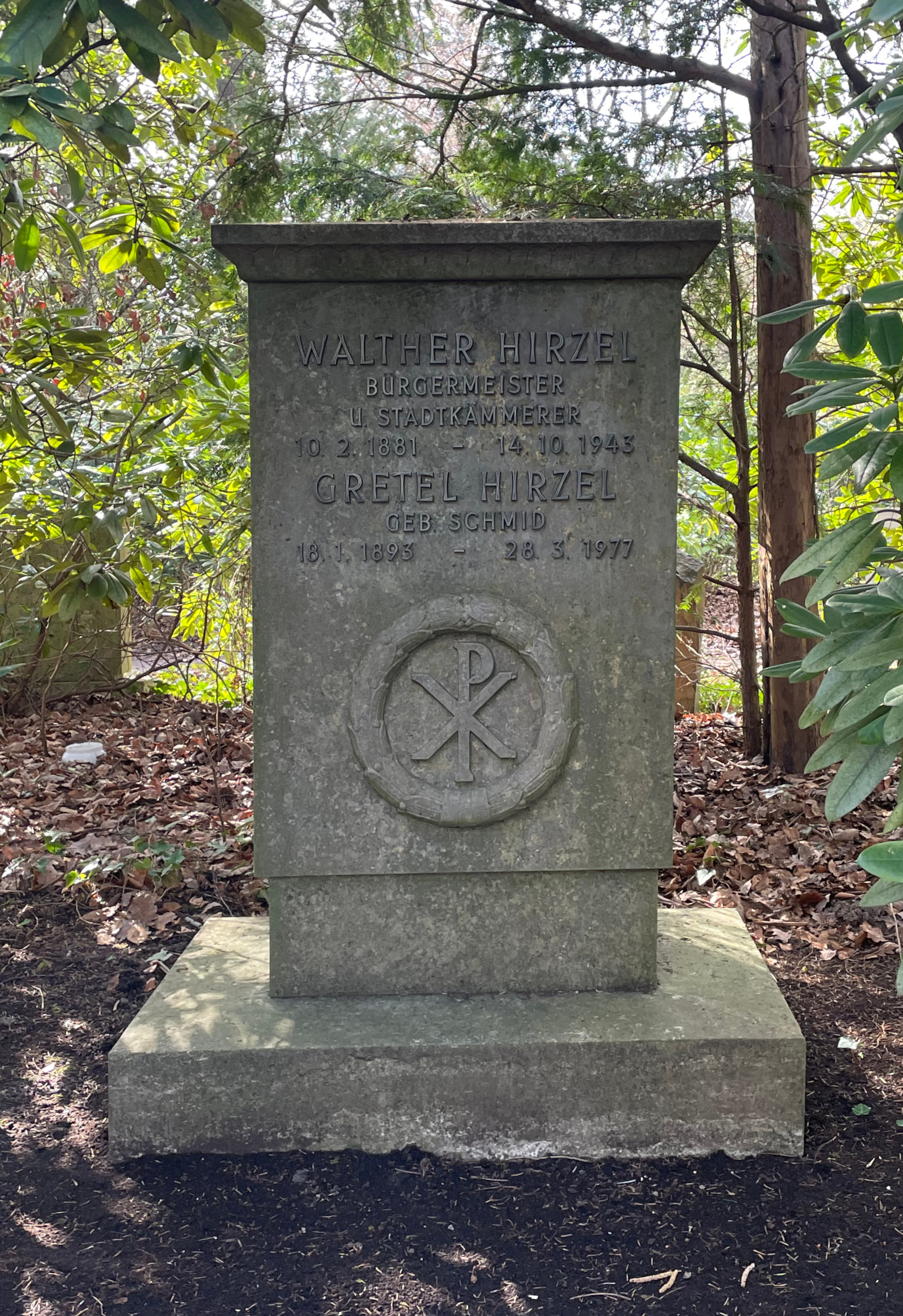
Grabstein von Walter Hirzel auf dem Waldfriedhof Stuttgart

1918 wurde er Mitglied der Württembergischen Bürgerpartei/Deutschnationale Volkspartei. 1919 wurde er Polizeirat. 1920 wurde er als Rechtsrat Vorstand des Städtischen Polizeiamts Stuttgart. 1920 kandidierte er erfolglos für den Reichstag. Ab 1924 war er Finanzberichterstatter und ab 1927 Landesvorsitzender der DNVP in Württemberg. 1928 kandidierte er erfolglos für den Landtag. 1928 wurde er Lehrbeauftragter an der Württembergischen Verwaltungsakademie. Ab 1930 war er besoldeter Gemeinderat/Stadtrat. Von 1932 bis 1933 war er Abgeordneter der Zweiten Kammer des Württembergischen Landtags. 1932 gehörte er dem Untersuchungsausschuss an, wurde 1933 Mitglied der Kampffront Schwarz-Weiß-Rot und war Schriftführer im Vorstand.
1933 wurde er mit dem Titel Stadtrat ehrenamtlicher Beirat des Staatsministeriums. Im selben Jahr wurde er Stadtkämmerer und hauptberuflicher Erster Beigeordneter mit dem Titel Staatsrat sowie Stellvertreter des Oberbürgermeisters Karl Strölin. Am 15. November 1937 beantragte er die Aufnahme in die NSDAP und wurde rückwirkend zum 1. Mai desselben Jahres aufgenommen (Mitgliedsnummer 5.892.796). Er wurde Erster Stellvertretender Vorsitzender des Württembergischen Sparkassen- und Giroverbands.